# Ильинка (Узловский район)
Ильи́нка — село в Узловском районе Тульской области России.
В рамках административно-территориального устройства является центром Акимо-Ильинской сельской администрации Узловского района, в рамках организации местного самоуправления входит в Шахтёрское сельское поселение.

## География
Расположено на реке Шиворонь, в 10 км к юго-западу от железнодорожной станции Узловая I (города Узловая).

## Население
| 2002 | 2010 |
| ---- | ---- |
| 681  | ↗684 |

Население — 684 чел. (2010).